# Ацетоліз
Ацетоліз (рос. ацетолиз, англ. acetolysis) — частковий випадок ацидолізу.
Розщеплення гетерозв'язків у молекулах під дією оцтової кислоти (або її ангідридів) з утворенням відповідних ацетатiв:
R–X + CH3COOH → R–O–COCH3,
де X = OR`, Hlg, OTs.